# Oryzorictes hova
Il tenrec talpa (Oryzorictes hova) è una specie di tenrec endemica del Madagascar, dove abita le zone paludose e lacustri, le aree irrigate e le risaie.
Nel 1930 la specie venne riclassificata da G. Grandidier e Petit col nome di Oryzorictes talpoides: oggi è universalmente accettata la denominazione di O. hova.
Deve il nome comune alla vaga somiglianza con la talpa: infatti, così come le talpe nostrane, questo animale ha il pelo nero corvino e gli occhi di piccole dimensioni rispetto al corpo: tuttavia, la somiglianza si ferma qui, visto che i tenrec talpa hanno grosse orecchie e zampe sottili e sono solo vagamente imparentati con i Talpidae.